# 布托亞里夫卡
49°8′56″N 33°49′8″E / 49.14889°N 33.81889°E
布托亞里夫卡（烏克蘭語：Бутоярівка），是烏克蘭中部的村莊，隸屬波爾塔瓦州的克雷門丘克區。該村距離上茹日馬尼夫卡和奧利吉夫卡1.5公里，海拔高度119米，2001年人口55。